# Garratt (locomotief)

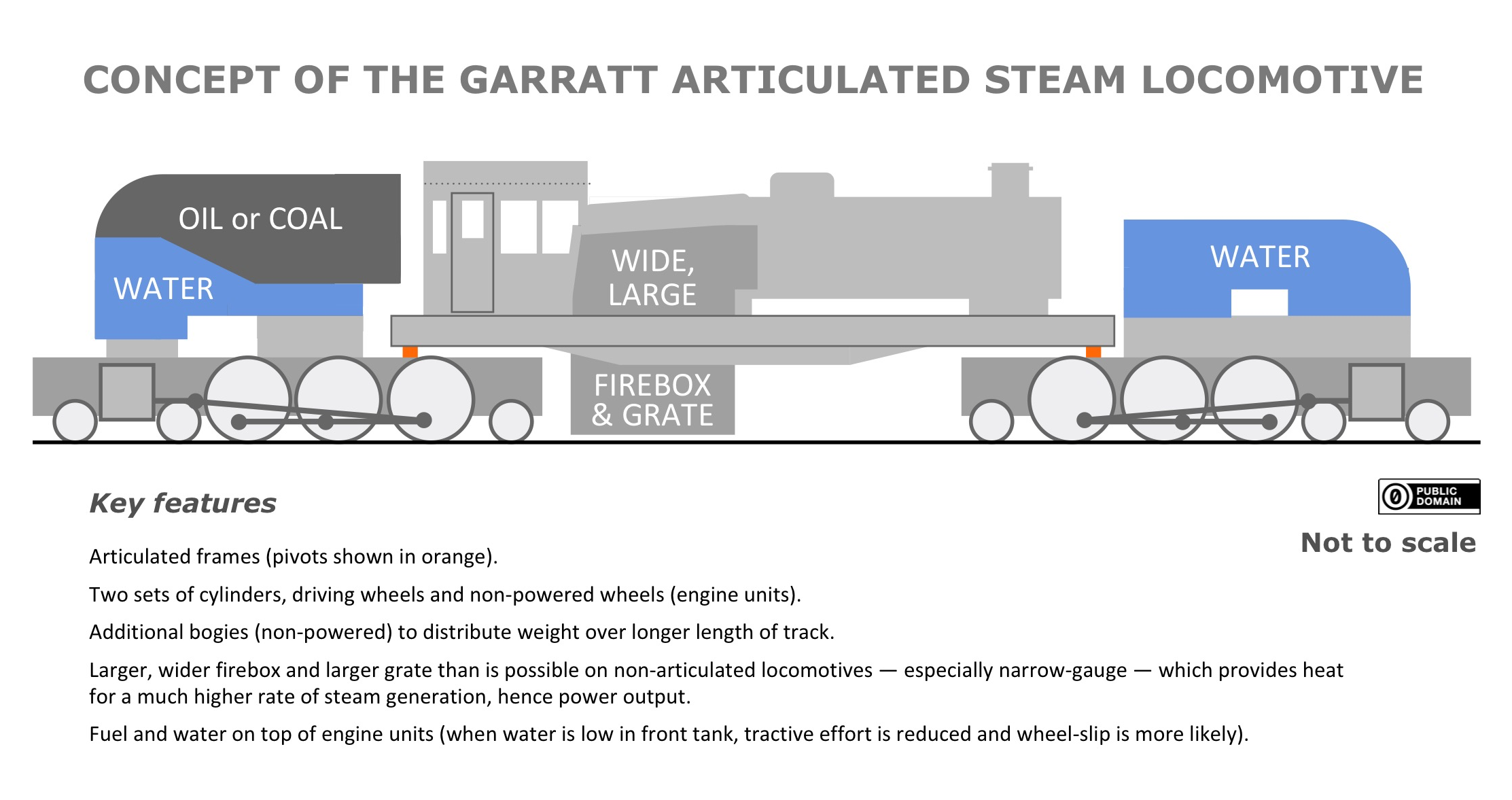
Principe van een garratt-locomotief

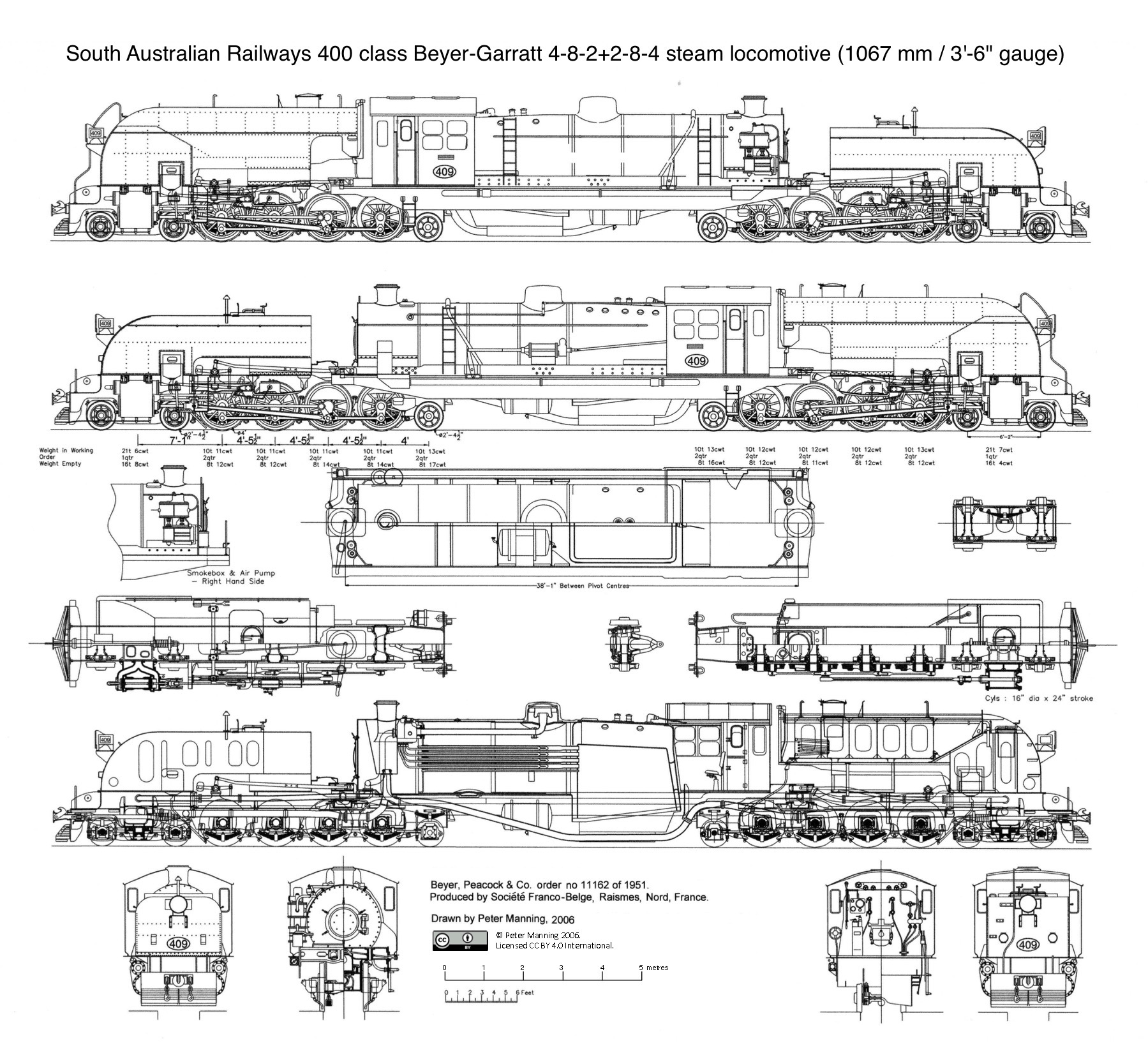
Bouwtekening Class 400 locomotief van de South Australian Railways

Een garratt is een type stoomlocomotief. Het is een gelede locomotief, bestaande uit drie delen: een centraal gedeelte, met de rookkast, de ketel, de vuurkist en de cabine, rustend op twee draaistellen die de cilinders en het drijfwerk bevatten, benevens de ruimten voor opslag van brandstof (meestal kolen) en water. Dit type locomotief werd vooral gebruikt in Afrika, Azië, Zuid-Amerika en Australië. Het overgrote deel van de garratt-locomotieven heeft gereden op smalspoor.
De naam garratt is ontleend aan de uitvinder, de Britse ingenieur Herbert William Garratt (1864-1913). De naam Beyer-Garratt wordt ook veel gebruikt, naar Beyer, Peacock and Company, de fabrikant die het grootste deel van de vervaardigde garratts heeft geproduceerd.

## Voordelen
Als voordelen (ten opzichte van conventionele locomotieven) kunnen worden genoemd:
- De draaistellen kunnen onafhankelijk van elkaar en van het centrale deel bewegen (uiteraard binnen zekere grenzen), waardoor het mogelijk is om trajecten met scherpe boogstralen te berijden.
- Het totale gewicht van de locomotief wordt over meer assen verdeeld, en over een grotere lengte. Hierdoor kunnen zwaardere locomotieven, met een grotere trekkracht, worden ingezet op licht aangelegde spoorlijnen.
- Omdat de ketel en de vuurkist zich tussen beide draaistellen bevinden (en de drijfwielen daardoor niet "in de weg zitten") kunnen deze dieper liggen, waardoor binnen het geldende omgrenzingsprofiel een (aanmerkelijk) grotere ketel en een grotere vuurkist mogelijk zijn. Hierdoor kan met één locomotief een trein worden getrokken waarvoor anders twee normale locomotieven, ieder met een eigen bemanning, nodig zouden zijn.
- Een garratt kan zonder problemen in beide richtingen rijden, waardoor het gebruik van een draaischijf niet nodig is (garratts zijn uit de aard van het ontwerp aanzienlijk langer dan andere locomotieven).

## Nadelen
- De flexibele stoomleidingen (van de ketel naar de cilinders) kunnen gaan lekken.
- Water en brandstof worden op de locomotief zelf meegevoerd; naarmate de rit vordert neemt het gewicht daarvan af, zodat het adhesiegewicht daalt en drijfwielen kunnen doorslaan.
- Het uitzicht vanuit de cabine op de rails is (nog meer dan bij een stoomlocomotief het geval is) beperkt door de tender.[2]

## Gebruik
De omvang van garratt-locomotieven heeft sterk gevarieerd met gewichten van circa 30 ton tot ruim 200 ton. Ze werden meestal gebruikt op bochtige en met (relatief) lichte rails aangelegde trajecten, waar hoge snelheden niet van doorslaggevend belang waren. 

### In Nederland
In Nederland heeft één garratt-locomotief dienst gedaan: nr. 51 van de Limburgsche Tramweg-Maatschappij. Deze grootste en krachtigste stoomtramlocomotief in Nederland met asindeling C+C, ontworpen door ir. Daniël Verhoop en gebouwd door Henschel, reed van 1931 tot 1938 goederentrams op de heuvelachtige tramlijn Maastricht - Vaals. In 1941 werd de machine via een tussenhandelaar verkocht naar een onbekende bestemming in Duitsland.

## Afbeeldingen

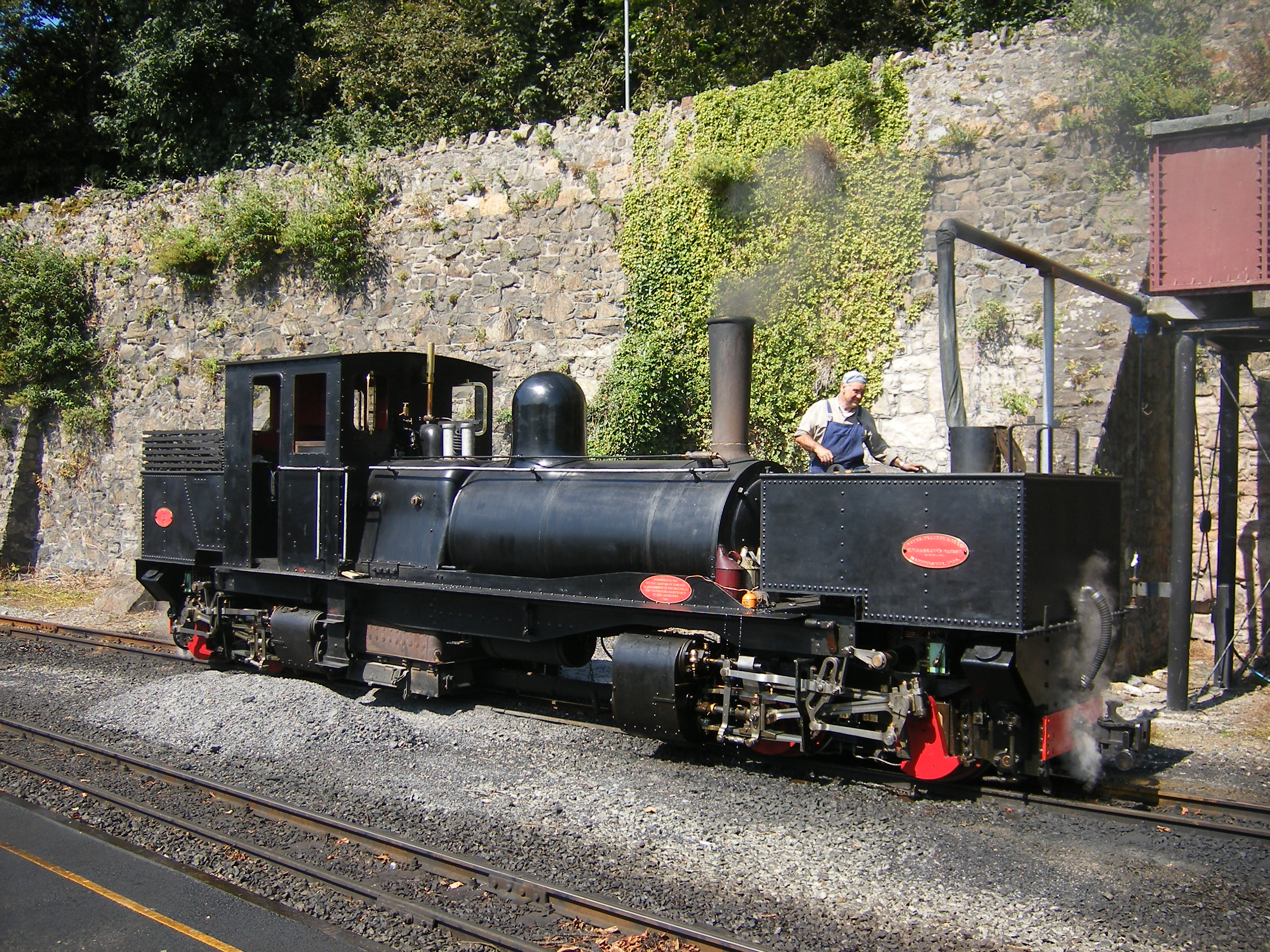
K1, de eerste garratt, in Caernarfon, 2008
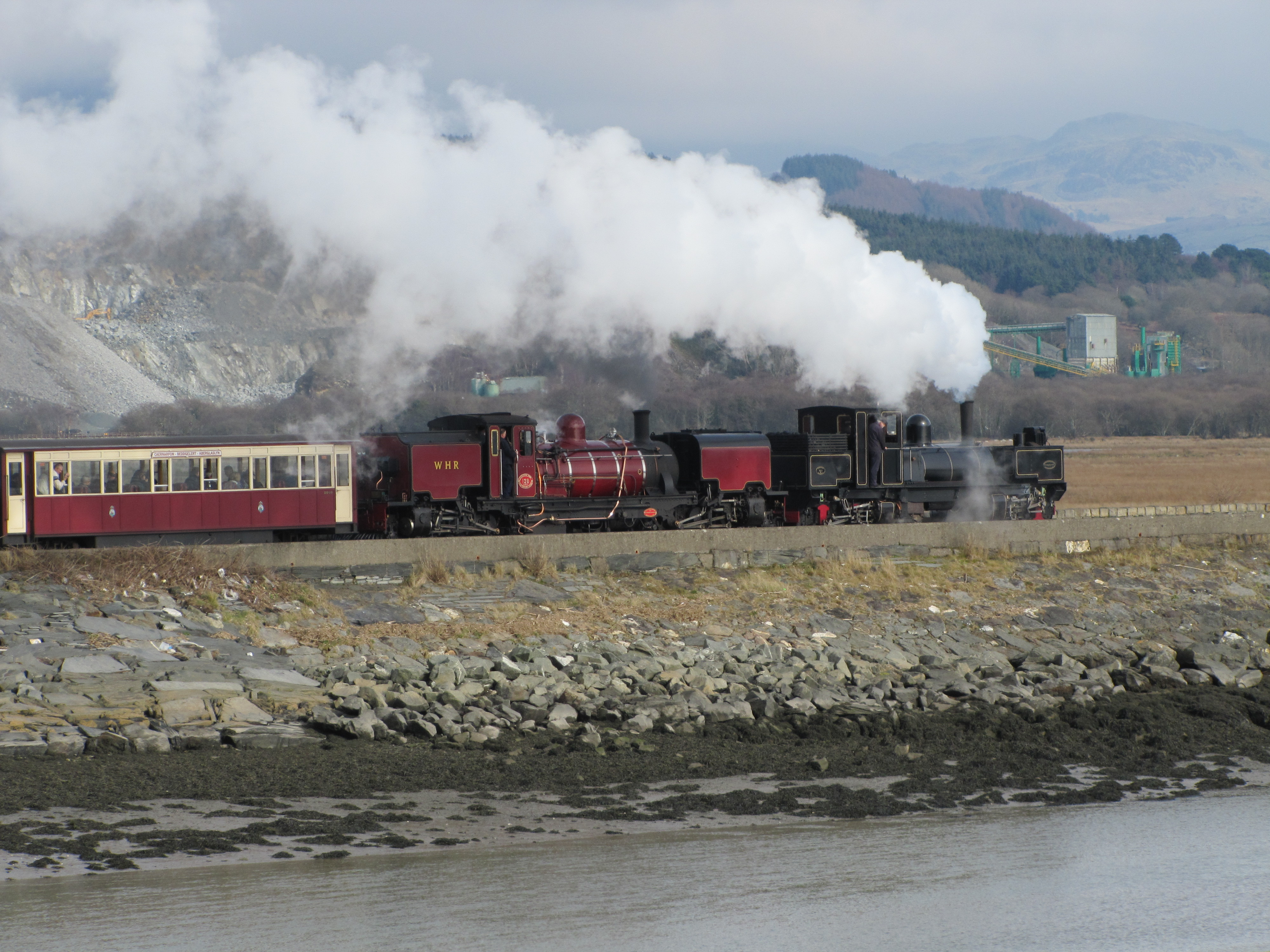
Twee garrats van de Welsh Highland Railway
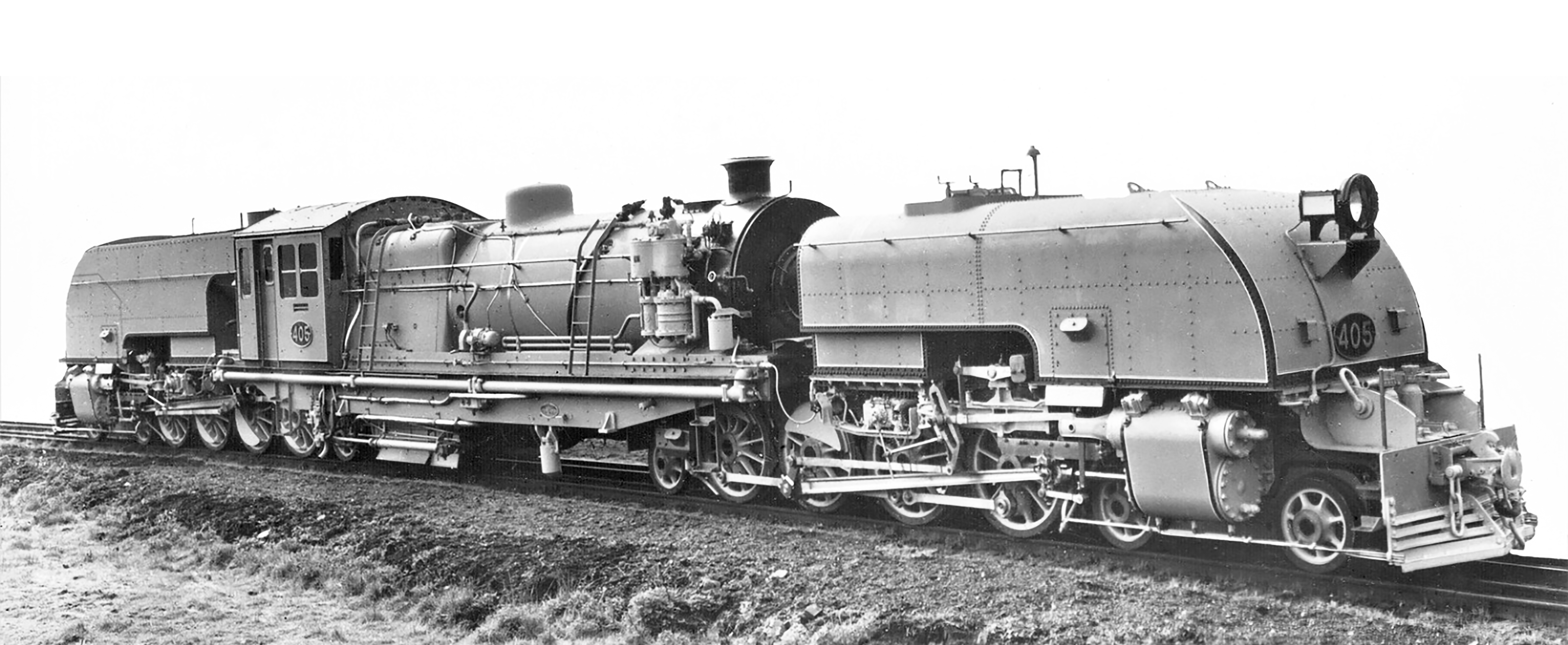
Class 400, 1953
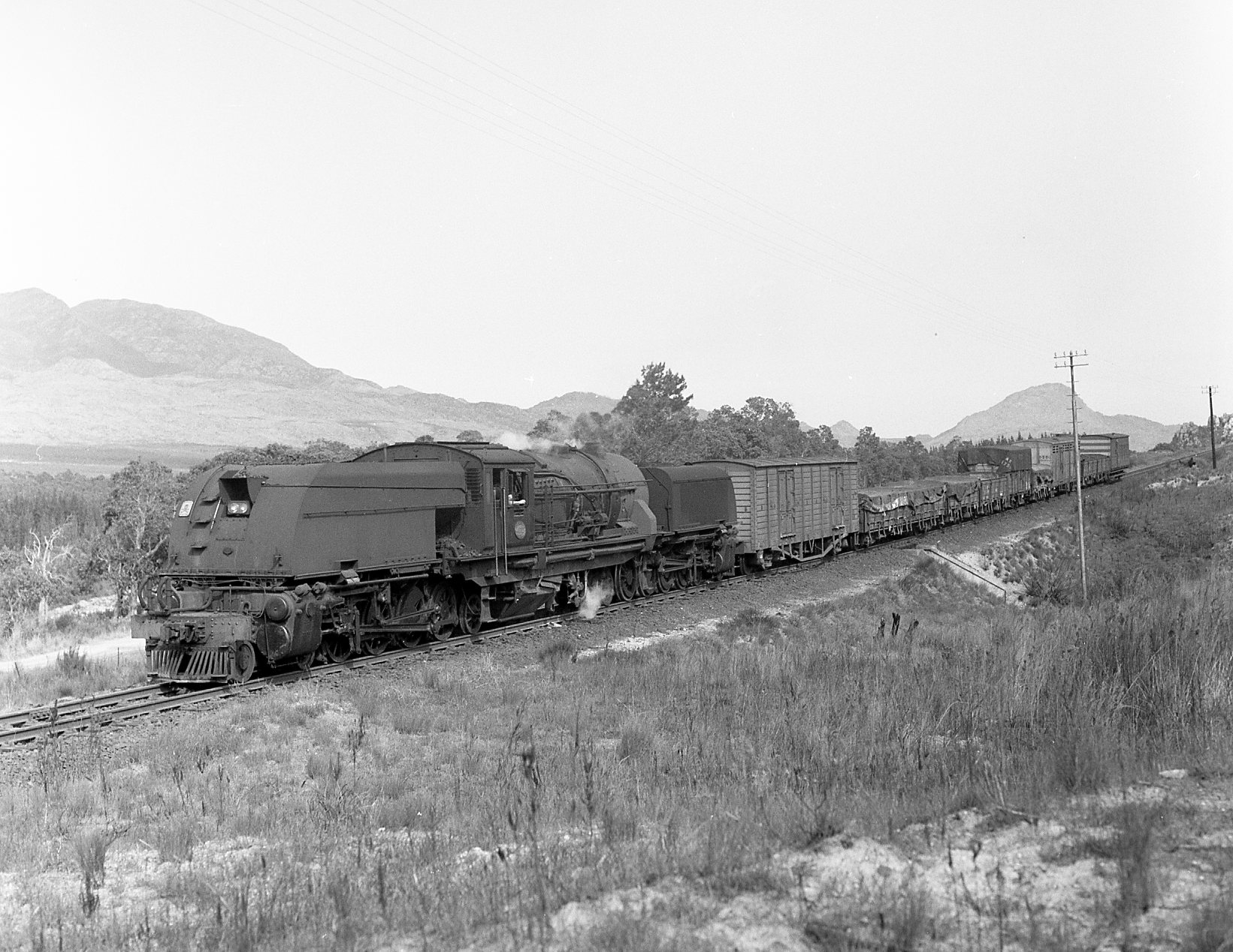
Class GEA locomotief, Zuid-Afrika, 1973